# ريتشارد جونز (لاعب كرة قدم)
ريتشارد جونز (بالإنجليزية: Ritchie Jones)‏ (و. 1986  م) هو لاعب كرة قدم، من المملكة المتحدة، ولد في مانشستر، يلعب كلاعب وسط.

## روابط خارجية
- ريتشارد جونز على موقع قاعدة بيانات كرة القدم.إي يو (الإنجليزية)
- ريتشارد جونز على موقع Soccerbase.com (لاعب) (الإنجليزية)